# Third Day of a Seven Day Binge
«Third Day of a Seven Day Binge» (рус. третий день недельного запоя) — песня американского рок-певца Мэрилина Мэнсона с его девятого студийного альбома The Pale Emperor, официально выпущенная в качестве первого сингла 23 декабря 2014 года, однако впервые была проиграна на радиостанции «BBC 1 Radio Show» 26 октября, после чего была доступна для бесплатного скачивания на сайте группы. Также Мэрилин Мэнсон создал аккаунт на видеохостинге Youtube, после чего загрузил на него музыкальное видео, которое представляет собой нарезку из бэкстейджей для промофото с новым логотипом группы. Позже, 9 ноября, Amp Rock TV загрузил короткий видеоклип, состоящий из позирования Мэрилина Мэнсона перед камерой и отрывков выступления группы Marilyn Manson с Ninja из zef-группы Die Antwoord и Джонни Деппом (вместе они исполняли хит «The Beautiful People»), фоновой песней для которого послужил отрывок из «Third Day of a Seven Day Binge». 10 июля на официальном YouTube-канале состоялась премьера клипа .
Композиция была использована в сериале «Мыслить как преступник» (англ. «Criminal Minds»), 13 сезон, 7 серия (5:33).

## Список композиций
- UK CD single

1. «Third Day of a Seven Day Binge» — 4:27
2. «Deep Six»— 5:02